# 儿玉末男
儿玉末男（1921年12月1日—2005年2月20日），日本鹿儿岛县人，日本政治人物。
1938年，毕业于门司铁道教习所，后进入日本国有铁道公司，任都城站助理。1948年加入日本社会党，1958年5月，参加第28屆日本眾議院議員總選舉，当选议员，之后担任八届众议院议员。期间担任社会党游说部长、宣教部长和众议院灾害特别委员会委员长等职。2005年2月20日去世。